# Parks Headquarters
Le Parks Headquarters est un bâtiment américain à Mineral, dans le comté de Tehama, en Californie. Bien que situé à l'extérieur du parc national volcanique de Lassen, il en accueille le siège. Construit en 1929 dans le style rustique du National Park Service, il est inscrit au Registre national des lieux historiques depuis le 3 octobre 1978.